# USS Mitscher (DDG-57)
USS Mitscher (DDG-57) — эсминец УРО типа «Арли Бёрк». Построен на верфи Ingalls Shipbuilding, приписан к морской станции Норфолк, штат Виргиния.
Эсминец «Митчер» назван в честь адмирала Марка А. Митчера (1887—1947), знаменитого военно-морского лётчика и командира второй авианосной группы в период Второй мировой войны.